# Prostyl
Prostyl, klassiskt tempel vars främre kortsida (med ingången) är utformad som portik, d.v.s. avslutas med en rad av fristående kolonner.